# 洛索洛芬
洛索洛芬（Loxoprofen）是由第一三共研发的非甾体抗炎药，1977年成為专利藥物，后于1986年在日本被批准用于医疗用途。它和布洛芬和萘普生等一樣都属于丙酸衍生物。一些国家允許洛索洛芬用於口服。